# Baal (opera teatrale)
Baal è la prima opera teatrale del drammaturgo tedesco Bertolt Brecht, portata al debutto a Lipsia nel 1923. 
Brecht aveva scritto l'opera cinque anni prima, all'età di vent'anni, mentre studiava all'Università di Monaco. Brecht, che scrisse anche le musiche per le quattro canzoni e l'inno iniziale dell'opera, non aveva ancora teorizzato i principi del teatro epico e la pièce si distingue quindi dal grosso della produzione teatrale brechtiana, pur essendo stata rimaneggiata dall'autore nel 1926.

## Trama
Baal è un giovane poeta molto dotato e riconosciuto dai suoi contemporanei come un giovane Verlaine. Ma la condotta erratica e ribelle del giovane allontana possibili mecenati e critici disposti ad aiutarlo. Baal prosegue con il suo declino nella campagna tedesca, dove si reca con l'amico Ekart, ma anche qui il giovane porta con sé solo dissolutezza e morte: seduce la giovane Johanna, che poi si suicida, e mette incinta e abbandona l'amante Sophie. Stanco delle donne, Baal dà voce a una certa attrazione omoerotica per Ekart, ma finisce lo stesso per pugnalare l'amico. In fuga dalla polizia, Baal muore da solo nella foresta, abbandonato e braccato.

## Personaggi
- Baal, un poeta
- Mech, mercante ed editore
- Emilie, sua moglie
- Dr Piller, un critico
- Johannes Schmidt, una giovane
- Johanna, amante di Baal
- Sophie Barger, amante di Baal
- Ekart, amico di Baal
- Luise, cameriera
- Due sorelle
- Un giovane e una giovane
- Il vagabondo
- La padrona di casa
- Lupu
- Mjurk
- La cantante del nightclub
- Il pianista
- Maja, una mendicante
- Un mendicante
- Due poliziotti
- Boscaioli
- Autisti
- Paesani

## Rappresentazioni e adattamenti
Scritta nel 1918 in risposta al dramma di Hanns Johst Der Einsame, Baal non raggiunse le scene prima del debutto a Lipsia nel 1923, in una produzione allestita all'Altes Theater per la regia di Alwin Kronacher. Nel 1926 revisionò il testo con Elisabeth Hauptmann per un nuovo allestimento al Deutsches Theater di Berlino, dove rimase in scena per un'unica rappresentazione per la regia di Brecht e Oskar Homolka (che interpretava anche l'eponimo protagonista) e le scenografie di Caspar Neher.
Nel 1970 Volker Schlöndorff realizza un film per la televisione. Interprete nel ruolo di Baal è Rainer Werner Fassbinder, emergente negli stessi anni anche come regista e con una compagnia teatrale coinvolta nel cast, tra cui Hanna Schygulla. Nel ruolo di Sophie Barger compare invece la futura regista Margarethe von Trotta. La vedova di Bertolt Brecht, Helene Weigel, era estremamente insoddisfatta di questo adattamento. A suo nome, il film è stato rimosso dal rilascio pubblico. Solo nel 2011 la nipote di Brecht ha permesso che il film fosse restaurato e mostrato pubblicamente (la versione restaurata è stata rilasciata nel 2014).
Nel 1982 la BBC realizzò un adattamento televisivo del dramma con David Bowie nel ruolo di Baal e la regia di Alan Clarke. Nello stesso anno Bowie incise anche l'omonimo disco in cui cantava le cinque canzoni del dramma.